# 리아리오가

리아리오 가문의 문장.

리아리오가(Casa Riario)는 제노바 인근 사보나 출신의 이탈리아 귀족 가문이며, 때로는 리아리오스포르차 가문(Casa Riario-Sforza)으로도 불린다. 교황청과 제휴로 볼로냐와 포를리등지에서 몇몇 시뇨리에(영주권)을 획득했다.

## 역사
리아리오 가의 부흥은 파올로 리아리오가 훗날 교황 식스토 4세가 되는 프란체스코 델라 로베레의 여동생 비안카 델라 로베레와의 혼인으로 이뤄졌다. 델라 로베레 가에 대한 충성덕에 리아리오 가는 피에트로 리아리오(1445–1474)와 라파엘레 리아리오(1461–1521)라는 두 명의 거출한 추기경을 배출해냈다.
파올로의 아들 지롤라모는 1477년 밀라노 공작 잔 갈레아초 비스콘티(1443–1488)의 사생녀 카테리나 스포르차(1463–1509)와 결혼했다. 지롤라모는 1473년부터 이몰라의 영주였으며, 카테리나와의 혼인 이후부터는 강력한 오르델라피 가의 피노 2세 오르델라피를 대신하여 포를리의 영주로도 올랐다. 1478년 지롤라모는 메디치 가를 상대로 벌어진 파치 음모를 지원했었다. 이 시도가 실패한 후, 그는 1482년에 "소금 전쟁"으로서 알려지게 된 페라라 공국을 상대로 영토 확장 시도를 했다. 이 전쟁으로 페라라의 로비고를 베네치아에 양도하게 하였지만, 교황령에게 소득은 없었다. 그 전쟁은 또한 경제적 위기를 야기하여, 포를리에 막대한 세금을 부과하며 지롤라모의 인기를 잃게 했다. 1488년에 경쟁 가문이던 오르시 가에게 그는 살해당했고, 그의 아내 카테리나는 어린 아들 오타비아노 리아리오의 섭정이 되었다(1479–1523).
그러나 1484년 식스토 4세의 죽음은 리아리오 가를 약화시켰고, 1499년 막강한 보르자 가 출신 교황 알렉산데르 6세는 그의 사생아 체사레 보르자를 위해 "로마냐 공작"(포를리, 이몰라, 파엔차, 체세나, 라벤나, 리미니의 영주권을 합쳐) 작위를 만들었으며, 리아리오 가는 처음에는 볼로냐로 터전을 옮겼다가, 그후에는 로마, 나폴리 등지로 이동했다.
그외 리아리오 가 출신 유명 인물들:
- 비안카 리아리오 (1478–1522) - 지롤라모의 딸
- 체사레 리아리오(Cesare Riario, 1480–1540) 대주교 - 지롤라모의 아들
- 갈레아초 마리아 리아리오(Galeazzo Maria Riario, 1485–15??) - 지롤라모의 아들
- 프란체스코 리아리오(Francesco Riario, 1487–15??) 주교 - 지롤라모의 아들
- 알레산드로 리아리오 추기경 (1443–1585)
- 페르디난도 리아리오(Ferdinando Riario, 17세기) 공작 - 신성 로마 제국의 공직자
- 조반니 리아리오(Giovanni Riario, 1769–1836) - 군인
- 톰마소 리아리오 스포르차 추기경 (1782–1857)
- 시스토 리아리오 스포르차 추기경 (1810–1877) - 리아리오 가의 마지막 일원이며, 그의 죽음으로 가문은 단절되었다.